# Telekhany
 (juillet 2017).
Telekhany (biélorusse : Целяханы ou Celjahany, polonais : Telechany, russe : Телеханы ou Telehany, yiddish : Modèle:Hebrew ou Telechan, origine Inconnue: Telekhani, Telechon, Telekani, Telekhan, Tselyakhani, Celjachani) est une ville du raïon d'Ivatsevitchy dans la voblast de Brest en Biélorussie. 
La ville compte environ 4 500 habitants.

## Histoire
Le nom provient du Tatar et signifie "une tombe de Khan". 
Pendant la seconde Guerre mondiale, la communauté juive locale est assassinée lors d'une exécution de masse perpétrée par un einsatzgruppen,.